# Топілець
Топілець (підляський говір. Топілець), (пол. Topilec) — село в Польщі, у гміні Туроснь-Косьцельна Білостоцького повіту Підляського воєводства.
Населення — 61 особа (2011).
У 1975-1998 роках село належало до Білостоцького воєводства.

## Історія
Ймовірно, території були населені русинами ще за часів Київської Русі.

## Галерея

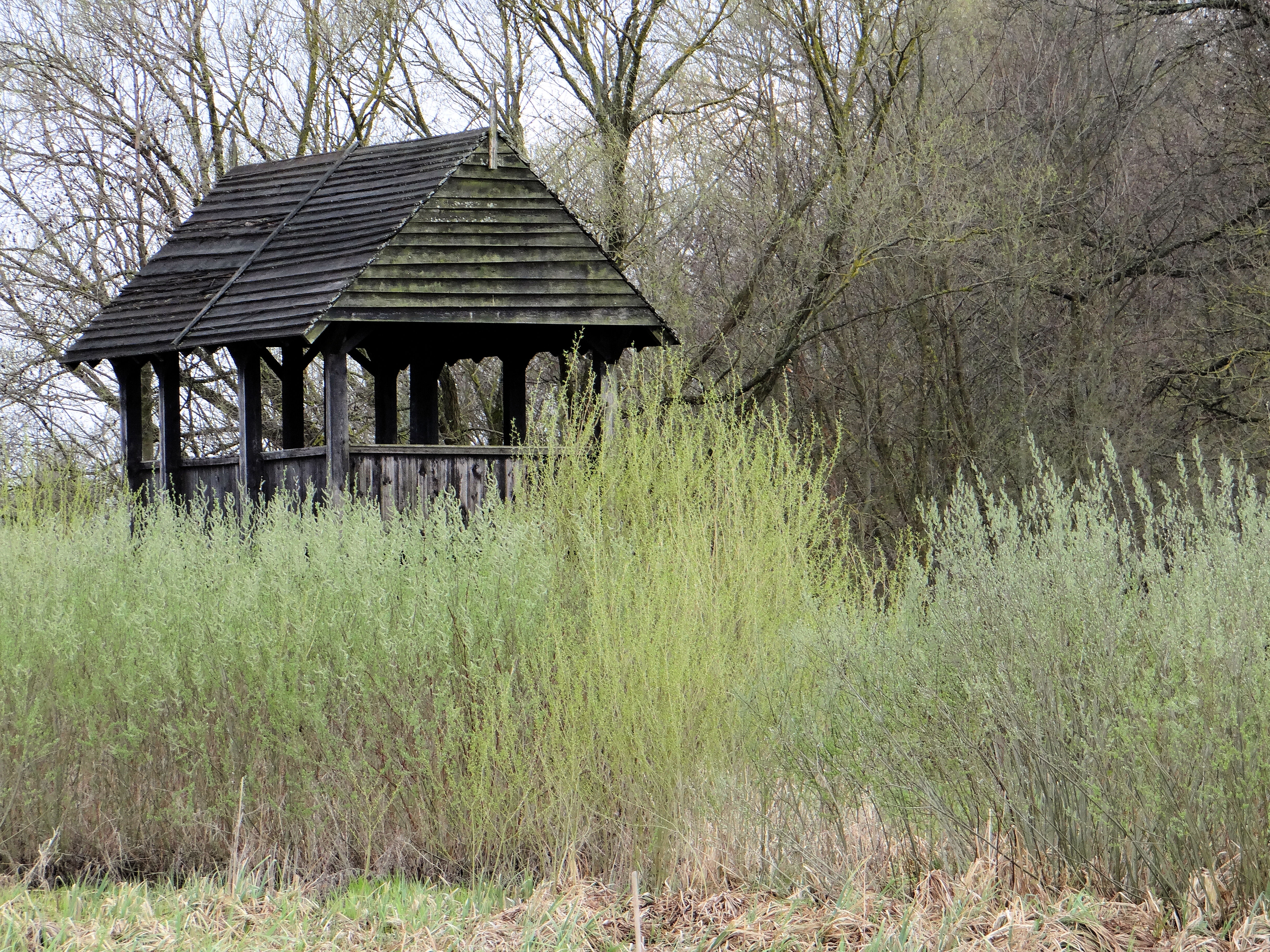
Нарвянський національний парк
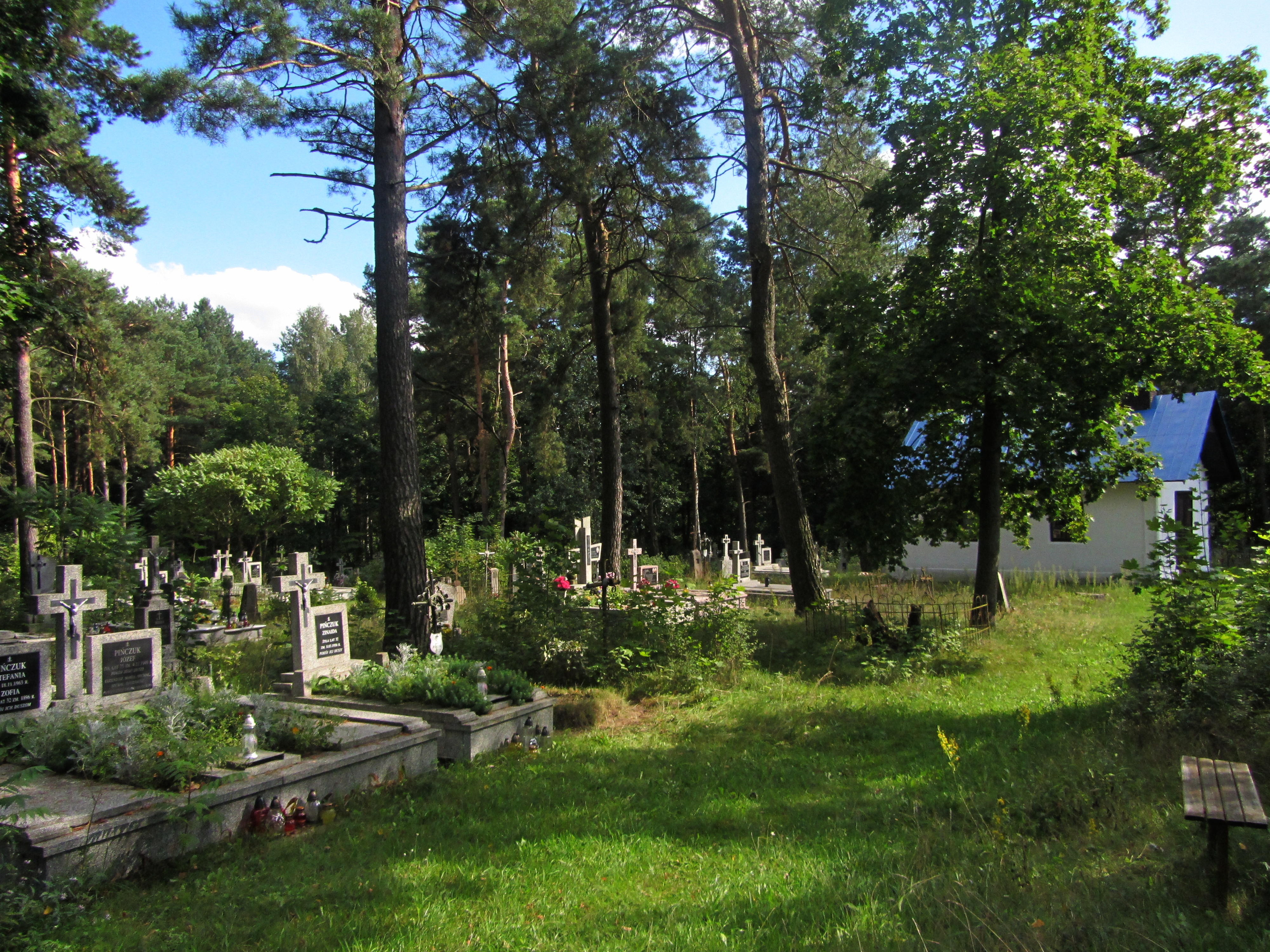
Цвинтар
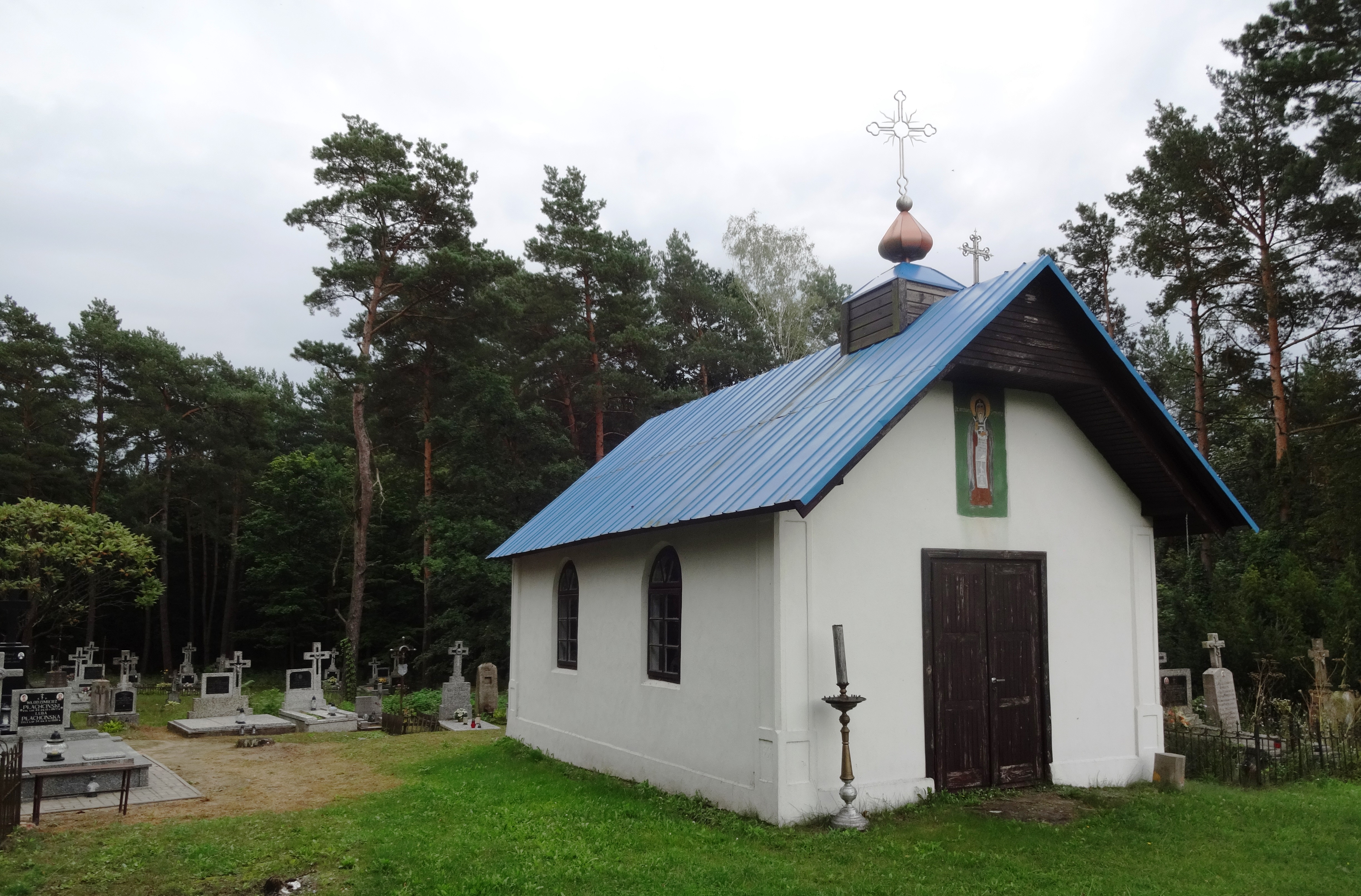
Каплиця
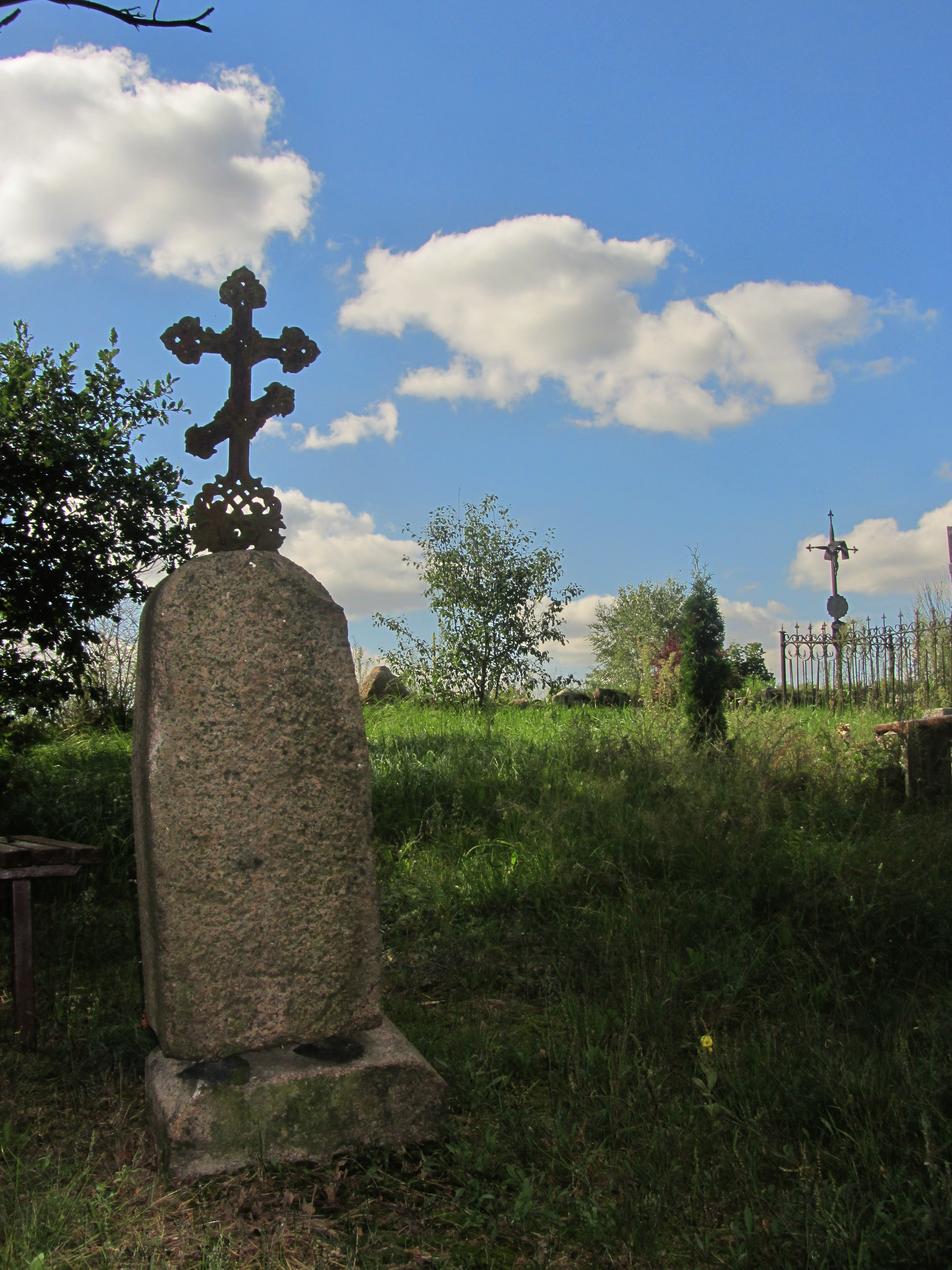
Православний хрест

## Демографія
Демографічна структура станом на 31 березня 2011 року:
|          | Загалом | Допрацездатний вік | Працездатний вік | Постпрацездатний вік |
| -------- | ------- | ------------------ | ---------------- | -------------------- |
| Чоловіки | 28      | 2                  | 23               | 3                    |
| Жінки    | 33      | 6                  | 18               | 9                    |
| Разом    | 61      | 8                  | 41               | 12                   |